# Piemont zászlaja
Piemont zászlaját a mai formájában 1997. június 17-én fogadták el. A zászló vörös mezőjű, kék szegéllyel, a mezőben egy fehér kereszt helyezkedik el. A zászló felső részén az öröklés heraldikai jele látható, utalva arra, hogy a piemonti herceg a mindenkori szardíniai király legidősebb fia volt. A zászló mintázata 1424-ig vezethető vissza. A zászló oldalainak aránya 2:3.